# Fresneaux-Montchevreuil
Fresneaux-Montchevreuil foi uma comuna francesa na região administrativa de Altos da França, no departamento de Oise. Estendia-se por uma área de 11,18 km². Em 2010 a comuna tinha 1 327 habitantes (densidade: 118,7 hab./km²).
Em 1 de janeiro de 2019, passou a formar parte da nova comuna de Montchevreuil.